# Chiesa di Sant'Antonio alla Motta
La chiesa di Sant'Antonio alla Motta è un edificio religioso situato nella città italiana di Varese, in Lombardia.

## Storia
L'edificio sorge nella centrale piazza della Motta, sulla collina deputata fin dall'anno 1000 ad ospitare il mercato cittadino quotidiano (più quello annuale dei cavalli) e il tribunale del contado del Seprio, poco discosta dal giardino di Villa Mirabello. Qui in epoca medievale s'era installata la civica Confraternita di Sant'Antonio, che v'aveva eretto una cappella.

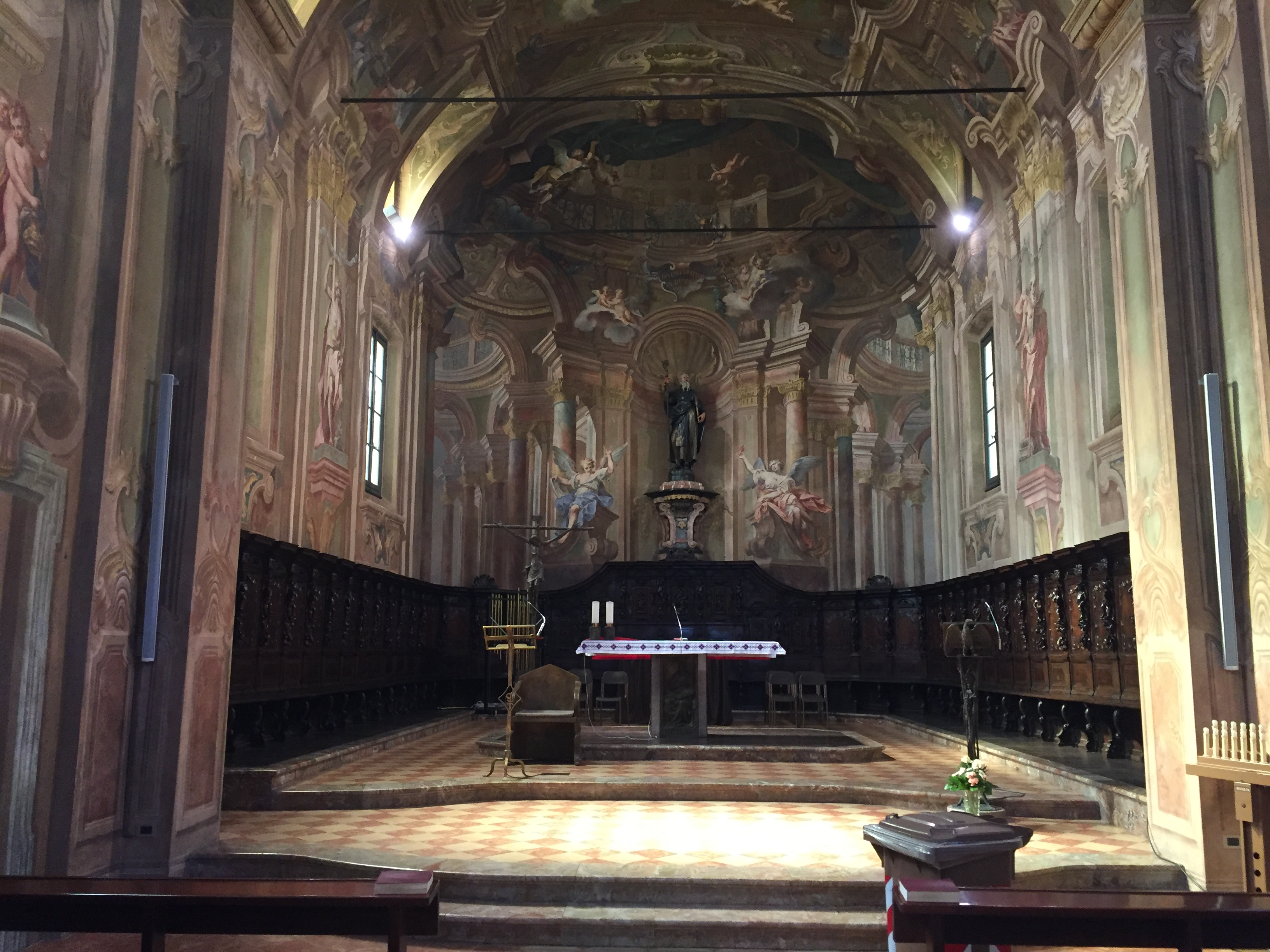
L'altare principale della chiesa, circondato dal coro ligneo.

Nel 1593 l'architetto Giuseppe Bernascone progettò l'ampliamento di tale primitivo edificio (di cui venne preservata una parte del pavimento, riconoscibile dal colore più chiaro) per trasformarlo in chiesa. L'intervento non era di facile attuazione per via della marcata pendenza del terreno collinare della piazza, che non permetteva di orientare la navata nella consueta direzione ovest-est: si optò pertanto per rivolgere la facciata verso nord, edificando l'altare principale in posizione meridionale. La tradizione venne comunque nominalmente rispettata attribuendo il titolo di altare maggiore non al suddetto, ma a quello ubicato nel lato orientale della navata. Malgrado le opere di livellamento del terreno, il pavimento (rivestito in cotto alla lombarda) risultò comunque leggermente inclinato dall'abside verso il portale.
I lavori proseguirono fino ai primi decenni del XVII secolo: nel 1606 fu avviata la costruzione della cupola, mentre nel 1619 venne dato inizio a quella del campanile. Nel 1604 l'ebanista Marco Antonio Bernasconi intagliò il coro ligneo absidale, mentre lo scultore Sessa di Velate realizzò la statua lignea del patrono sant'Antonio abate (poi collocata in posizione rialzata al centro del presbiterio).
Ne risultò un edificio diviso essenzialmente in due parti: un avancorpo dall'aspetto largo e squadrato e un settore posteriore (in corrispondenza del presbiterio e dell'abside) più stretto ed allungato, sul cui lato destro s'innalza un piccolo campanile, mentre sulla sinistra "sporgono" una cappella e la sagrestia: vista dall'alto, la chiesa presenta pertanto una peculiare pianta a T. L'esterno presenta un aspetto sobrio e semplice, in netto contrasto con la ricchezza dell'interno, ove la decorazione pittorica (più volte arricchita tra XVII e XVIII secolo) mostra una mescolanza di stile barocco e rococò.

## Decorazione

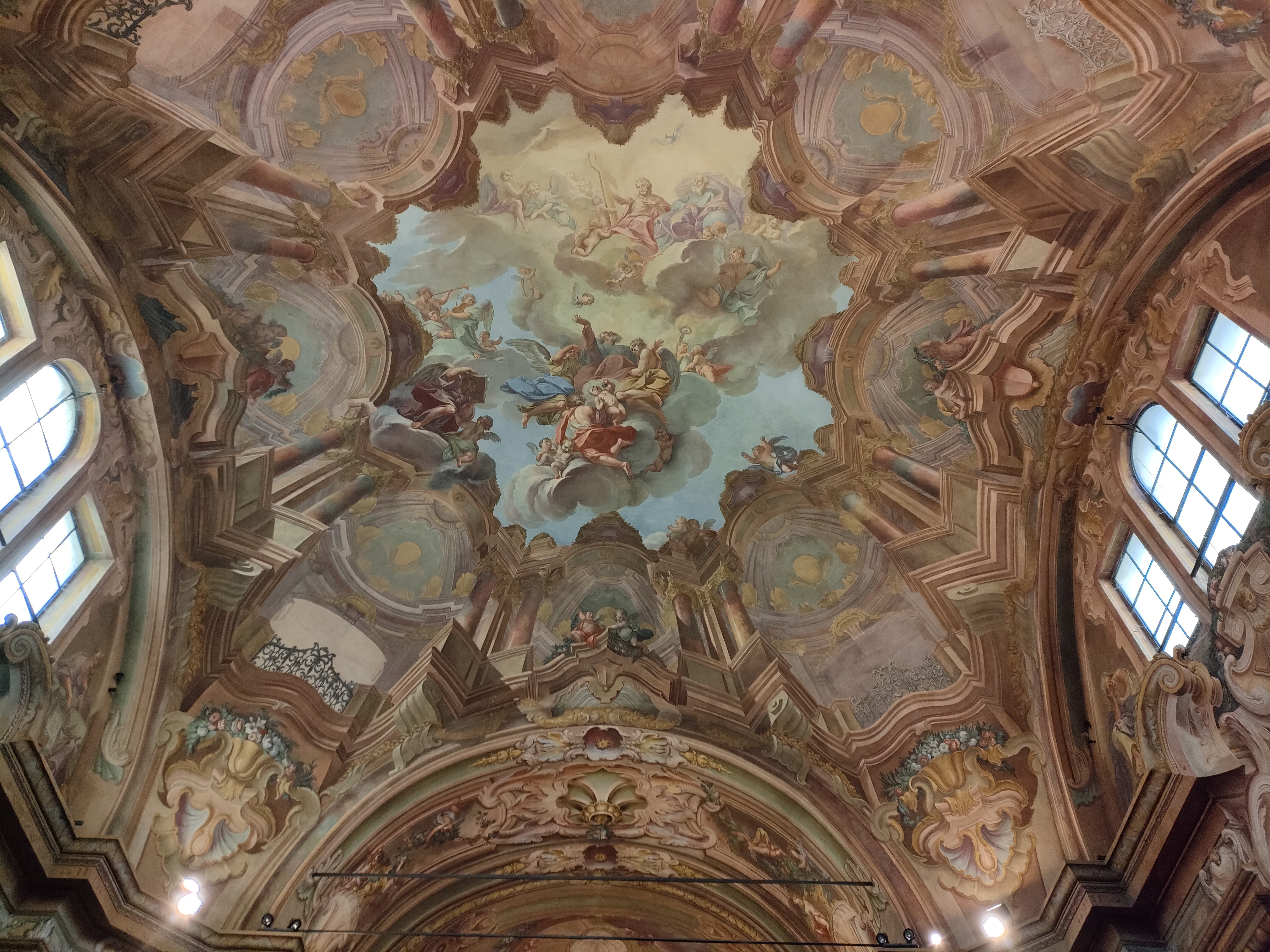
Vista sulla sezione anteriore della volta: al centro della falsa architettura spicca la Gloria di Sant’Antonio, dipinta da Giovanni Battista Ronchelli.

La maggior parte della decorazione pittorica parietale interna si deve al pittore Giuseppe Baroffio, che vi affrescò un suggestivo complesso di scenografie e finte architetture barocchette (parapetti, balconi, colonnati sovrapposti) a trompe-l'œil, tale da ingigantire la percezione spaziale dell'ambiente interno.
Quella di Baroffio (che non era ritenuto tecnicamente un vero e proprio pittore, ma un semplice quadraturista, peraltro non particolarmente rinomato) fu però una scelta di ripiego: poco prima del 1748 la fabbriceria della chiesa si era infatti originariamente rivolta a Pietro Antonio Magatti, che però era di salute malferma e dovette declinare la proposta. Fu proprio lui a indirizzare i committenti a Baroffio, col quale tempo addietro aveva stipulato una società di fatto. L'opera procedette con grande lentezza: sebbene il contratto prevedesse la consegna entro il 1750, l'intervento maggiore venne effettivamente ultimato solo nel 1756; a quel punto lo stesso Magatti ottenne che uno dei suoi allievi più brillanti, il giovane Giovanni Battista Ronchelli (peraltro membro della Confraternita di Sant'Antonio), venisse assunto come figurista per completare il tutto affrescando le scene principali. Fu dunque costui, innestandosi sul lavoro del Baroffio, a dipingere sulla navata una Gloria di sant'Antonio e sul coro l'Esaltazione della Santa Croce.
Ronchelli non si discostò dall'impostazione post-barocca di Baroffio: nella Gloria si osserva il santo patrono ascendere al cielo (sulle cui nubi siedono Dio e Gesù Cristo) in un tripudio di angeli esultanti che cantano l'Osanna (uno di essi lo scorta reggendo il pastorale); nell'Esaltazione si osserva invece la Santa Croce, sorretta da schiere angeliche che la innalzano, che occupa quasi tutto il campo pittorico, "tagliandolo" obliquamente.

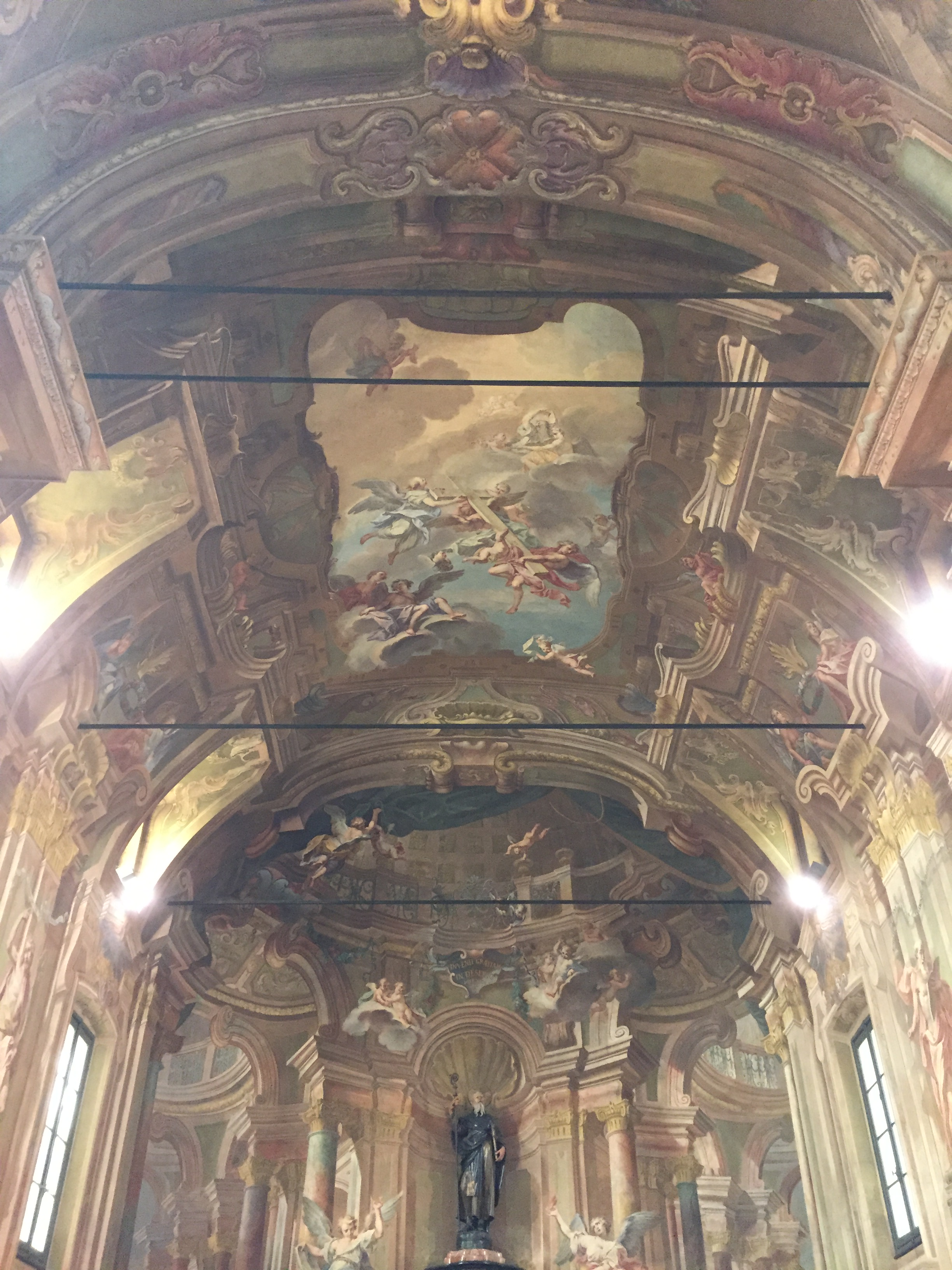
La volta del coro, dominata centralmente dallEsaltazione della Santa Croce del Ronchelli.

Come notato dall'etnologo e antropologo Battista Saiu, un elemento ricorrente nella decorazione artistica del tempio è la presenza di elementi vegetali, ciascuno con un proprio significato che mescola sacro e profano: tra gli altri vi sono il fico, il melograno, la pigna, grappoli d'uva e la mela cotogna (frutti simboli di prosperità e fertilità, un tempo consacrati al culto di Venere), la cipolla (ritenuta un antidoto a influenze negative paranormali), il limone (emblema di fedeltà in amore), la pera (simbolo di salute fisica e speranza), la mela (elemento di tentazione) e varie altre specie di frutta e verdura. Tale raffigurazione funge inoltre da efficace "istantanea" della biodiversità all'epoca della costruzione della chiesa, ché nei secoli seguenti molte varietà raffigurate si sono modificate e/o estinte.
Nelle scene, oggetti e vegetali "dialogano" con le figure umane che animano le pitture parietali: a titolo d'esempio la diffusa presenza di amorini a ventre nudo appoggiati a maschere grottesche (facce ammiccanti dai nasi bizzarri, con lingua estroflessa e vistose orecchie d'asino) è la personificazione dell'istinto carnale, che fa da contraltare all'iconografia della foglia d'acanto, simbolo dell'espiazione dei peccati. Proprio le maschere inoltre evocano il periodo dell'anno in cui cade la festa patronale di sant'Antonio abate, a ridosso del carnevale.
Riprende il tema vegetale anche l'aspetto del monumentale coro ligneo di Marco Antonio Bernasconi, che abbraccia l'altare principale lungo il perimetro absidale.
Per quanto concerne il resto del patrimonio artistico, al di sopra dell'altare "intitolato" maggiore è collocato un olio su tela di autore anonimo vissuto tra XVI e XVII secolo, raffigurante l'Adorazione dei Magi; dirimpetto questo altare è murato il confessionale ligneo, tardo-seicentesco, intagliato da Bernardino Castelli. In quattro nicchie sui lati della navata vi sono poi quattro statue in terracotta raffiguranti altrettanti santi anacoreti, attribuite a Francesco Selva e Dionigi Bussola, datate tra il 1613 e il 1623.

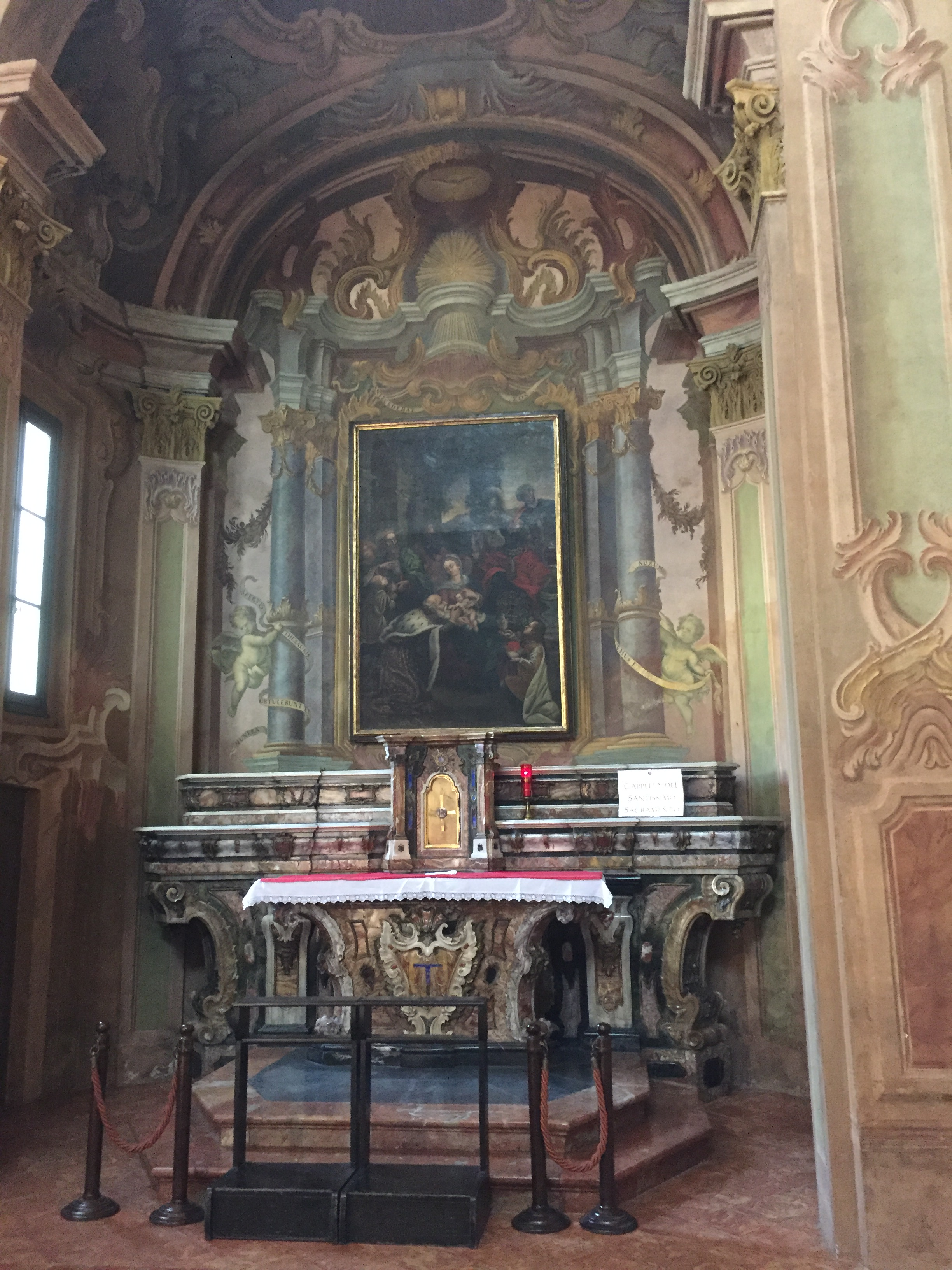
L'altare "maggiore"

Tra il 2007 e il 2008 la chiesa è stata oggetto di un completo restauro conservativo, sia esterno (con reintonacatura delle pareti e rifacimento del tetto) che interno (ove tutto il patrimonio pittorico è stato ripulito e risanato).

## Folklore

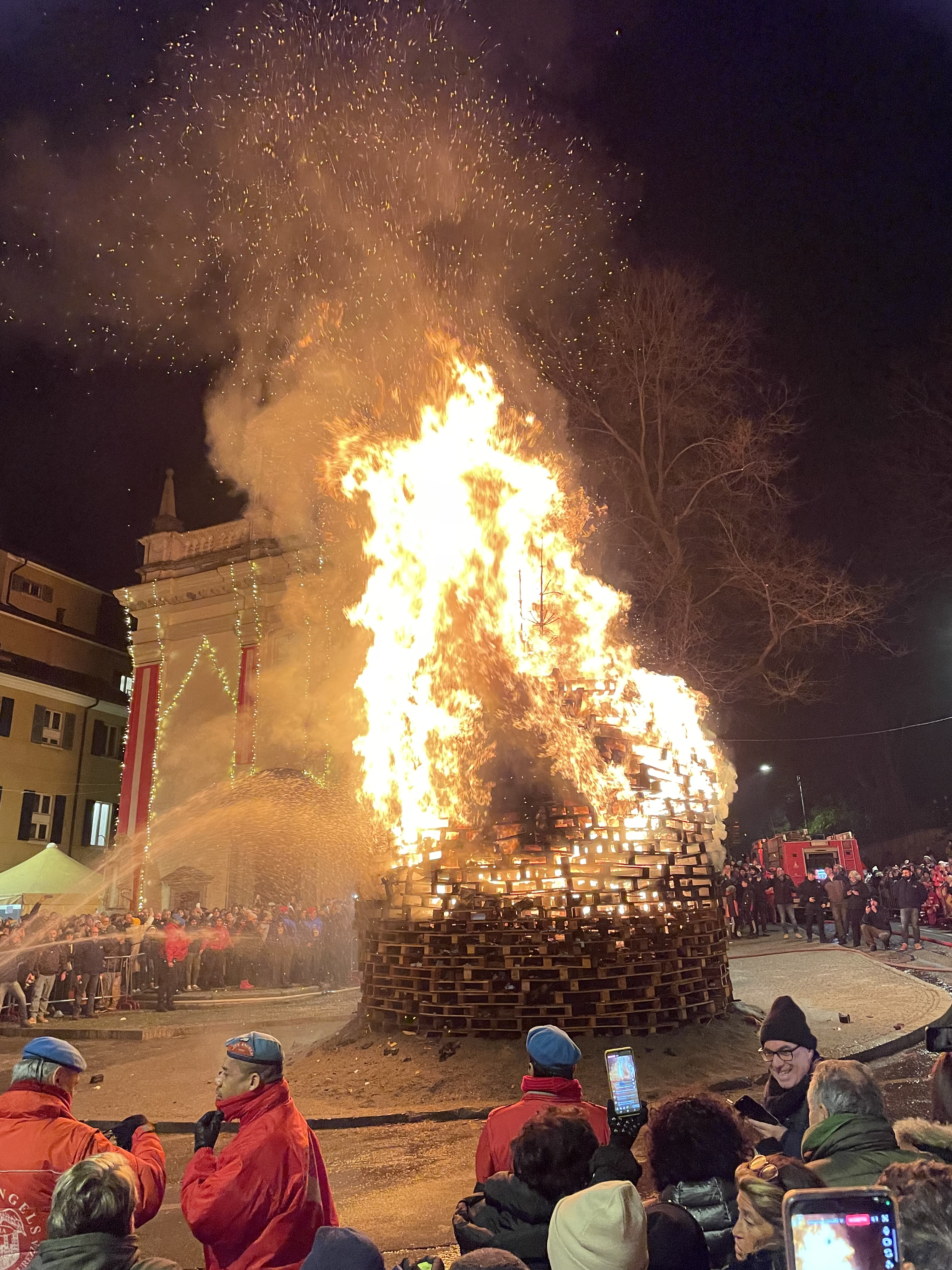
Il falò di Sant'Antonio del 2024

La devozione popolare verso la chiesa e sant'Antonio si esprime nel falò votivo che viene arso annualmente la sera del 16 gennaio, in concomitanza con la festa patronale. La tradizione trova le sue origini verosimilmente nel vasto repertorio di atti propiziatori contro l'ergotismo (una delle malattie che prendono anche il nome di "fuoco di Sant'Antonio") diffusisi in Europa a partire dal Medioevo per invocare la protezione del santo, oltre che nella leggenda che vide quest'ultimo riuscire a rubare il fuoco dell'inferno con l'aiuto di un maialino. Le prime attestazioni del falò varesino risalgono al 1572, da allora esso ha avuto luogo ininterrottamente ogni anno, senza interrompersi nemmeno nel periodo della pandemia di COVID-19. Anticamente le cronache locali davano altresì conto dell'abitudine dei "monelli" (ragazzi di strada) di razziare ogni sorta di oggetto in legno per alimentare la pira, arrivando anche a rubare carriole o le imposte delle finestre delle case vicine. In onore di questa aneddotica, il comitato promotore della manifestazione mantiene il nome di "Monelli della Motta. Tra le altre tradizioni, gli astanti che partecipano al falò usano lanciare nella catasta di legna piccoli biglietti recanti buoni auspici per il nuovo anno; anticamente inoltre si era soliti raccogliere i tizzoni spenti per conservarli nelle stalle (sempre a scopo propiziatorio), oppure prendere con sé del sale, che nella circostanza veniva benedetto. All'indomani della pira, il 17 gennaio, giorno dell'effettiva festa patronale, sul sagrato della chiesa viene impartita la benedizione agli animali.